# 화랑로 (대구)
화랑로(Hwangrang-ro)는 대한민국의 대구광역시 동구 신천동에서 시작하여, 용계동을 거쳐 연결하는 도로이다.

## 연혁
- 1987년 9월 29일 : 망우당네거리 ~ 구 동대구 나들목 4.3km 구간을 자동차 전용도로로 지정[1]

## 노선 경로
- (이름 없음) - 국채보상로
- 효신네거리 - 동원로
- (이름 없음) - 효목로
- 효목네거리 - 동북로 (국도 제4호선 · 국도 제25호선), 무열로 (국도 제25호선) // 국도 제4호선 진입 ↓
- 화랑교 (금호강)
- 고가차도 입구 - 대구부산고속도로 동대구 나들목
- 율하역교차로 - 범안로
- 반야월삼거리 - 반야월로
- 안심로와 직결 (국도 제4호선 ; 안심 · 숙천 방향)

## 같이 보기
- 대구 도시철도 1호선